# Cardeñosa de Volpejera
Cardeñosa de Volpejera település Spanyolországban, Palencia tartományban. Cardeñosa de Volpejera Villanueva del Rebollar, Villamuera de la Cueza, Paredes de Nava és Valle del Retortillo községekkel határos. Lakosainak száma 60 fő (2024).

## Népesség
A település népessége az elmúlt években az alábbi módon változott:
| Lakosok száma | 56   | 51   | 39   | 39   | 50   | 49   | 43   | 50   | 54   | 60   |
|               | 2001 | 2004 | 2007 | 2009 | 2012 | 2014 | 2017 | 2019 | 2022 | 2024 |